# Убивство поліцейських у Черкасах (1914)
Убивство поліцейських у Черка́сах (1914) — подія, що сталась 1914 року у Черкасах і була однією з найрезонансніших подій в той час у Російській імперії.

## Перебіг подій

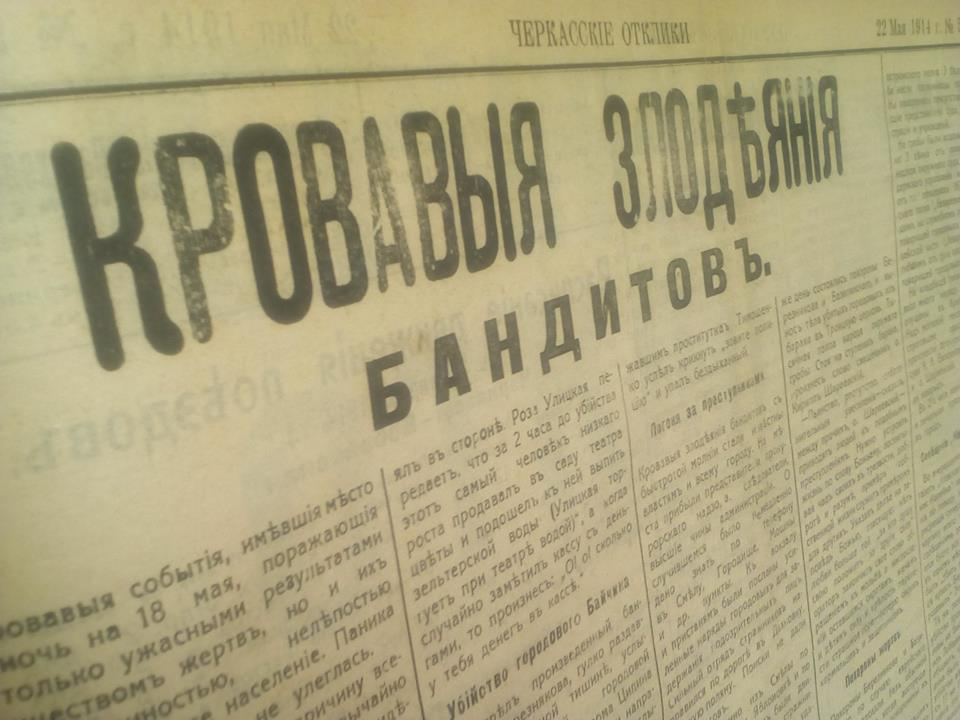
Стаття в газеті «Черкасские отклики» за 22 травня 1914 року

Подія трапилась у середині травня 1914 року. Усе почалось з розбійницького нальоту на Лебединський монастир, з якого грабіжники викрали коштовності, у тому числі і дорогоцінні хрести. Про це пограбування писали усі київські видання (оскільки ця частина Черкаської області була у складі Київської губернії). Згодом було з'ясовано, що наліт здійснили двоє грабіжників. Один з них, Григорій Погрібний, був професійним злодієм з Городища, інший — черкаський візник Матвій Зайвенко. Першому було 28 років, другому — 25 років. Перед цим вони вже здійснили декілька грабежів зі зломом на Чигиринщині. Після пограбування монастиря грабіжники подались до Черкас.
Перший напад вони здійснили на будинок лісопромисловця Гінзбурга, що мешкав на Митниці. Близько 1 години ночі вони почали грюкати у парадний вхід і проситись увійти. Господар схитрував і вказав на інший вхід. Допоки злодії обходили будинок, Гінзбург покликав на допомогу. Тієї ночі неподалік патрулював Харитон Тацько. Він підійшов до місця події, окликав злодіїв, на що ті двічі вистрілили у нього, забрали його револьвер та втекли. До пораненого поліцейського збіглись люди, але врятувати їм його не вдалось, і через 20 хвилин той помер.
Грабіжники попрямували до Кавказу (сучасний Казбет), у районі вулиці Красної (сучасна Гагаріна) їм зустрівся м'ясник Борух Березняков. Він супроводжував додому двох дівчат, 16-річних близнят Розу та Женю Улицьких. Злодії почали вимагати грошей, дівчата з криком розбіглись, а Борух замість грошей запропонував годинника. Грабіжники декілька разів ударили робітника по голові, а потім застрелили і пограбували.
Постріл почув поліцейський з 15-річним стажем Омелян Байчик, який був на патрулюванні на Старобазарному узвозі (нині Замковий узвіз). Правоохоронець підбіг до місця злочину, грабіжники почули його та сховались у сутінках. Коли той вибіг на світло ліхтаря, злодії вистрілили йому в живіт. Забравши зброю у вбитого поліцейського, грабіжники подались далі.
Вони вештались Кавказом, потім завітали до місцевого борделю подружжя Рабиновичів по вулиці Лісовій (нині Університетська). Там було 5 відвідувачів, один з яких, Арон Базилянський, був у холі. До грабіжників вийшов господар, але після погроз він сховався у кімнаті. Услід йому пролунали 2 постріли, які завдали поранень дружині господаря. Базилянський від побаченого закляк на місці, чим скористався Зайвенко. Він вистрілив одразу з 2 револьверів. У той час Погрібний хотів перестріляти повій, але Зайвенко його зупинив.
Постріли у борделі почув поліцейський Никанор Тимошенко, який патрулював на розі вулиць Олександрівської (нині бульвар Шевченка) та Лісової. Він попрямував до будинку розпусти, забіг через парадний вхід. По ньому почали стріляти грабіжники, що сховались у коридорі. Важкопоранений поліцейський зміг вийти надвір та крикнути втікаючим повіям, щоб ті викликали поліцію.
Правоохоронців повії знайшли на розі вулиць Хрещатик та Суворівської (нині Байди Вишневецького). Усе місто було підняте по тривозі, на робочі місця прибули прокурори, адміністрація та слідчі. З попередженням зателефонували до сусідніх Сміли, Городища та Мошен, до вокзалу та пристані направили посилені поліцейські загони. Стражники (загони повітової поліції) обстежили дороги на Дахнівку та Руську Поляну. Злодії подались до Геронимівки, де змусили одного селянина везти їх до Білозір'я. Звідти вони пішки попрямували до Сміли.
Один із загонів стражників, що прямував до Яблунівки, помітив у кущах підозрілих осіб, які намагались сховатись. При арешті Погрібний витягнув револьвер, за що був застрелений на місці; Зайвенко здався без бою.
Слідство проти грабіжників вів слідчий в особливо важливих справах Квітницький. Євреїв було поховано того ж дня, а поліцейських відспівували у Свято-Троїцькій церкві. На поховання поліцейських вийшло чи не усе місто, домовини із тілами супроводжував тисячний натовп містян. 20 травня їх було поховано на кладовищі у братській могилі, проповідь читав отець Кирило Шараєвський. Подія висвітлювалась місцевими журналістами у газеті «Черкасские отклики». Нині могила, що знаходиться на Троїцькому кладовищі, знаходиться у недоглянутому стані.

## Загиблі

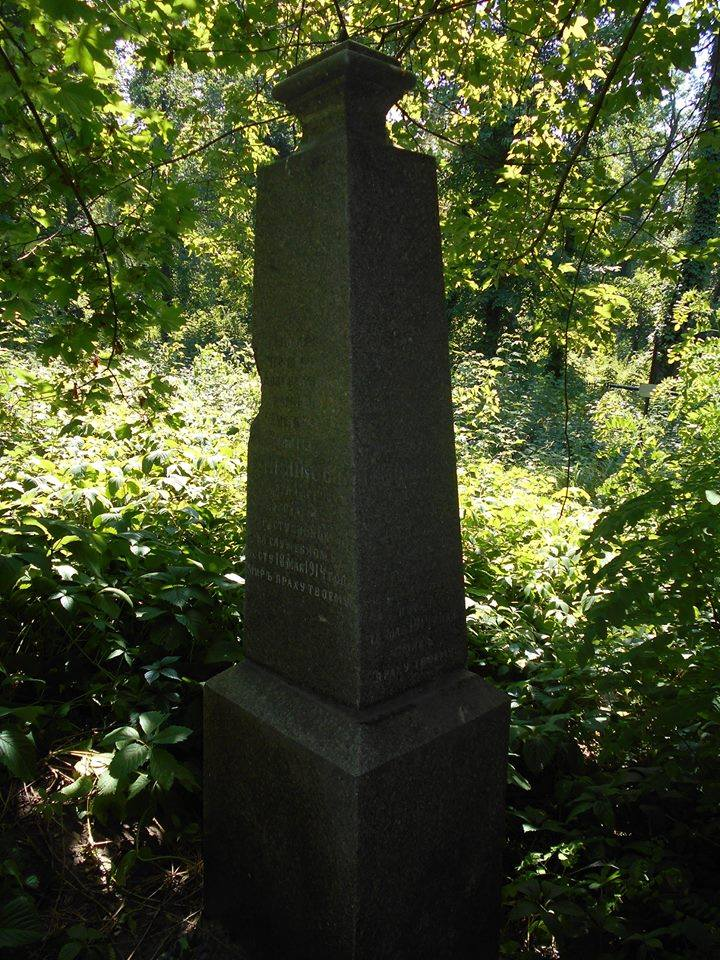
Могила поліцейських

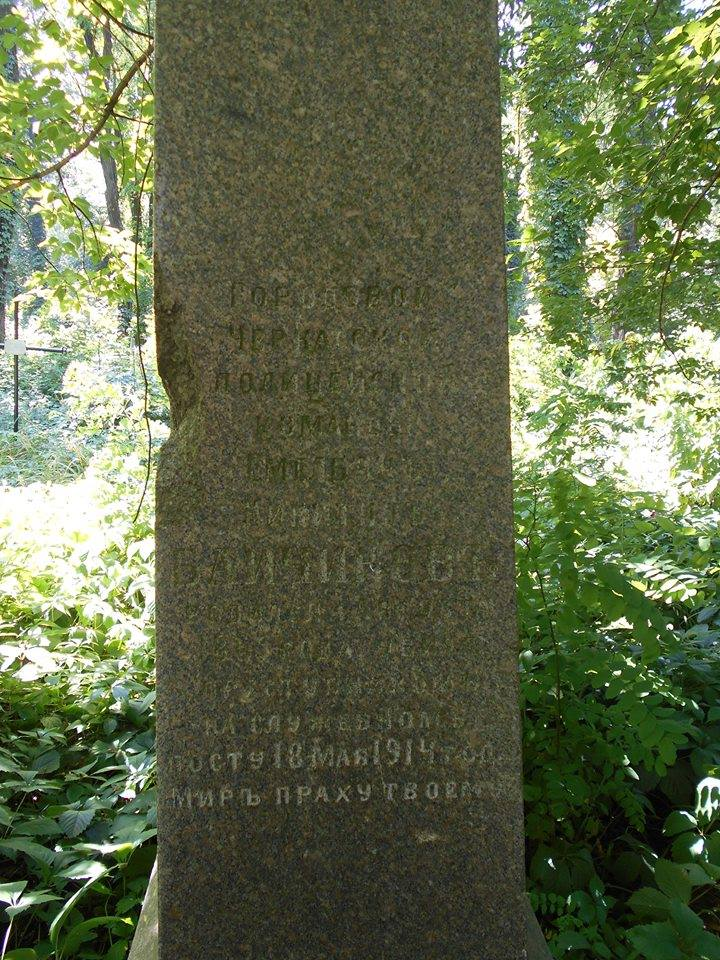
Могила поліцейських

Поліцейські:
- Харитон Гнатович Тацько — на момент смерті йому було 29 років. У Руській Поляні, що поблизу Черкас, у нього залишились дружина та двоє дітей (4 і 5 років).
- Омелян Микитович Байчик (або Байчиков) — на момент смерті мав 49 років. У нього залишились хвора дружина та 3 дітей (сину Павлу було 8 років).
- Никанор Тимошенко — йому був 51 рік, після себе залишив дружину та двох малих дітей.

Цивільні:
- Борух Березняков — єврей, якому було 28 років. У нього залишились вагітна дружина і дочка 3 років.
- Арон Базилянський — молодий єврей, що перед одруженням хотів набратись досвіду у борделі.